# Amilcare Ponchielli

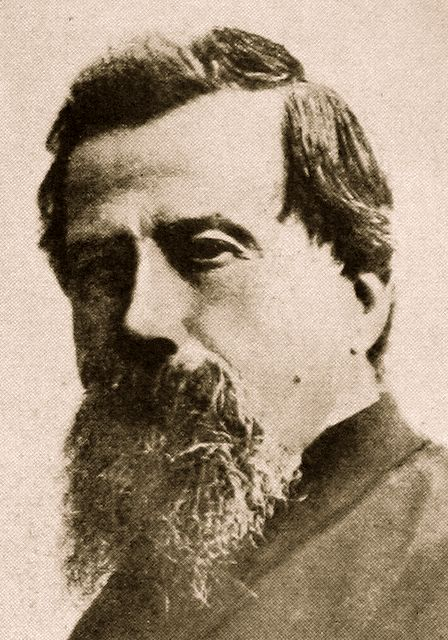
Amilcare Ponchelli.

Amilcare Ponchielli, född 31 augusti 1834 i Paderno Fasolaro, död 16 januari 1886 i Milano, var en italiensk kompositör.
Ponchielli studerade i Milano och debuterade 1856 med operan I promessi sposi som senare följdes av ett flertal andra som hade stor framgång i Italien (I Lituani och Il figliuol prodigo). Endast en av dem, La Gioconda (1876, uppförd första gången i Stockholm 1892) hade internationell framgång. Från 1883 arbetade Ponchielli som professor vid Milanos konservatorium och var lärare för bland andra Giacomo Puccini och Pietro Mascagni.